# Rinuncia (diritto)
La rinuncia è un atto giuridico o un negozio giuridico con la quale il titolare di un diritto soggettivo manifesta la volontà di dismettere, abbandonare o non esercitare il diritto stesso.

## Diritto civile
Nel diritto civile la rinuncia è negozio giuridico di norma unilaterale, un modo di estinguere i rapporti giuridici. È un negozio meramente abdicativo (si parla infatti di rinuncia abdicativa) tranne nel caso della rinuncia dietro corrispettivo (definita rinuncia traslativa).
Come negozio unilaterale, non è subordinato all'accettazione altrui. Talvolta, però, allo scopo d'impedire che un diritto rimanga senza titolare, l'ordinamento giuridico dispone che la rinuncia non abbia efficacia se il diritto non venga acquisito da altri.
Può essere espressa o tacita, perché è ammesso che la volontà si desuma da fatti concludenti, ma in alcuni casi la legge richiede che la rinuncia derivi da una manifestazione espressa.
L'ordinamento giuridico disciplina particolari fattispecie di rinunce, come ad esempio  la rinuncia a un diritto reale, la rinuncia all'eredità o la rinuncia a un credito.

### Rinuncia a un diritto reale
La rinuncia ad un diritto reale è un negozio unilaterale abdicativo e non recettizio perché non avviene a favore di alcun soggetto.
Normalmente gli ordinamenti giuridici prevedono che la rinuncia al diritto di proprietà su un bene immobile debba essere fatta in forma scritta ed essere oggetto di trascrizione.

### Rinuncia al credito
Con la rinuncia al credito (o remissione del debito) il creditore libera il debitore dall'obbligazione. L'atto è unilaterale e 
recettizio, in quanto per avere effetto deve pervenire a conoscenza del debitore.

### Rinuncia traslativa
La rinuncia traslativa o rinuncia dietro corrispettivo è un atipico contratto  plurilaterale, generalmente oneroso. Non si tratta quindi di una vera e propria rinuncia ma dell'espressione di una volontà che tende a trasferire un diritto a terzi. Rientra quindi nella categoria delle alienazioni ed è soggetta alla relativa disciplina.

## Procedura civile
Nel Codice di procedura civile la rinuncia è un atto compiuto da una delle parti relativamente a una posizione processuale di vantaggio. Di norma si tratta di atto unilaterale non sottoposto al consenso dell'altra parte, salvo che la posizione di vantaggio non sia comune a entrambe le parti (come nel caso dell'estinzione di un processo per rinuncia agli atti).

### In Italia
La legge processuale italiana annovera vari tipi di rinuncia:
- rinuncia agli atti[1];
- rinuncia all'eccezione di nullità degli atti[2];
- rinuncia all'audizione dei testi[3];
- rinuncia all'impugnazione e alle domande non riproposte in appello[4];
- rinuncia al ricorso per cassazione[5].

## Diritto del lavoro
Nell'ambito del diritto del lavoro l'istituto della rinuncia è destinatario di una trattazione particolare.
In Italia, ad esempio, un lavoratore può decidere, consapevolmente e volontariamente, di non esercitare più un proprio diritto (certo, determinato o determinabile) a patto che non abdichi a ciò che scaturisce da norme di legge o da disposizioni contrattuali inderogabili. Fanno eccezione le cosiddette rinunce collettive, cioè gli accordi stipulati dalle organizzazioni sindacali con riferimento a una generalità di lavoratori.